# Clinura
Clinura is een geslacht van weekdieren uit de klasse van de Gastropoda (slakken).

## Soorten
- Clinura generosa (Marwick, 1931) †
- Clinura vitrea Sysoev, 1997